# Jean-Luc Nancy
Pour les articles homonymes, voir Nancy (homonymie).
Jean-Luc Nancy, né le 26 juillet 1940 à Caudéran et mort le 23 août 2021 à Strasbourg,, est un philosophe français.

## Biographie

### Famille
Jean-Luc Nancy est le fils de Roger Nancy, ingénieur général du Service des Poudres (IG Farben), et de Jacqueline née Gendronneau. Il se marie en 1963 avec Claire Matet rencontrée une année auparavant. Ils ont deux filles, Anne et Geneviève. En 1967, il rencontre à Strasbourg le professeur de philosophie Philippe Lacoue-Labarthe avec lequel il ressent une "entente extraordinaire, une possibilité et une nécessité de travailler ensemble". En 1970, les deux s'installent avec leurs femmes respectives Claire et Francine, et leurs enfants dans un appartement à Strasbourg. Ils forment ensemble une communauté, « un chiasme sexuel », pour « rompre avec la cellule familiale, le chacun chez soi ». En 1988, le départ avec sa nouvelle compagne Hélène Sagan pour enseigner en Californie met définitivement fin à cette communauté. Un fils naîtra de cette union.

### Formation
Il étudie au lycée Charles de Gaulle à Baden-Baden (Allemagne occupée), au collège Henri IV de Bergerac, au lycée Louis-le-Grand à Paris puis au lycée Lakanal à Sceaux et à la Sorbonne. Il est agrégé de philosophie en 1964 et docteur d’État (Toulouse, 1987). Professeur de philosophie au lycée Bartholdi à Colmar (Haut-Rhin) de 1964 à 1968, puis universitaire à Strasbourg (Bas-Rhin) de 1968 à 2002, militant de la Jeunesse étudiante chrétienne, de l’UNEF, du SGEN-CFDT jusqu’en 1967, du PSU en 1962-1963. En 1968, Nancy est assistant en philosophie à l'université de Strasbourg où il soutient sa thèse de troisième cycle en 1973. Il est ensuite nommé maître de conférences en philosophie à l'Université des lettres et sciences humaines de Strasbourg puis professeur des universités en 1988 après avoir soutenu son doctorat d’État en 1987 à Toulouse. Il occupe le poste de directeur de l'Unité de formation et de recherche (UFR) Plise (philosophie, linguistique, informatique, sciences de l'éducation) de 1989 à 1997. Il est également directeur de l'École doctorale des Humanités de 1992 à 1994. Il prend sa retraite en 2002.

### Carrière
Nancy et Lacoue-Labarthe donnent des cours en commun dans les années 1970 et 1980, et publient plusieurs livres ensemble, dont L'Absolu littéraire.
À la fin des années 1980, Jean-François Lyotard et Gilles Deleuze proposent à Nancy et Lacoue-Labarthe de prendre leurs postes à l'université de Paris-Saint-Denis (ex-Vincennes). Mais Nancy et Lacoue-Labarthe décident de rester en Alsace. Cependant, Nancy observe une détérioration dans la qualité de l'enseignement universitaire, ainsi que dans la qualité des étudiants. Selon lui c'est désormais hors de l'université que la pensée s'épanouit, « comme au XVIIIe ».
En 1991, Jean-Luc Nancy subit une transplantation cardiaque, qu'il raconte et analyse dans l'un de ses livres les plus lus, L'intrus (2000). Cette opération sera suivie de complications, et il en garde une santé fragile. Il collabore avec la chorégraphe Mathilde Monnier et le chanteur Rodolphe Burger.

### Pensée
Il s'agit d'une « excédence » du sens qui rassemble à une circulation infinie: ce « rapport à l’excédence en soi, à l’excédence absolue qui est celle de ce qu’on peut nommer l’être aussi bien que le monde ou le sens. » Les mots-clés utilisés par l'auteur – monde, comparution, être-avec – renvoient toujours au partage infini du débordement du sens, souvent inscrit dans le domaine du sens, ou comme « l’affaire même de la pensée. » Nancy ajoute partant qu'il faut 

« se tenir dans ce rapport au sens sans compréhension, sans conclusion, sans représentation […] Il ne peut [avoir lieu] que dans le rapport qui s’ouvre à la fois entre nous […] ensemble et singulièrement […] un renvoi infini ou à l’infini […] la vérité du sens […] est le suspens par lequel le sens à la fois s’interrompt et se relance infiniment,. »

### Critiques
En 2013, Jean-Pierre Faye, affirme, dans une tribune, que « le nazi Heidegger » est « le maître à penser du Collège international de philosophie », à l'occasion de son 20e anniversaire et dont Jean-Luc Nancy est  membre,.
Après l’attentat du 14 juillet 2016 à Nice, le sémiologue François Rastier dénonce la tribune du philosophe dans Libération renvoyant l’Occident à ses propres responsabilités.
En 2017, Emmanuel Faye reproche au philosophe, de reprendre « la triste rhétorique de la Nouvelle Droite » en dénonçant le « politiquement correct » des « pourvoyeurs d'autodafés » qui critiquent des auteurs nationaux-socialistes comme Heidegger ou Schmitt, et de mépriser le fait qu'Heidegger rejoint Hitler, dans son discours au parti nazi de septembre 1933, déterminant l'appartenance à la « race » germanique non de façon biologique, mais par une certaine communauté d'essence.

## Œuvres
- La Remarque spéculative : un bon mot de Hegel, Paris, Galilée, 1973.
- Le Titre de la lettre, avec Philippe Lacoue-Labarthe, Paris, Galilée, 1973.
- Le Discours de la syncope, I. : Logodaedalus, Flammarion, 1975.
- L'Absolu littéraire. Théorie de la littérature du romantisme allemand, avec Philippe Lacoue-Labarthe, Paris, Seuil, 1978.
- Ego sum, Paris, Flammarion, 1979.
- Le Partage des voix, Paris, Galilée, 1982.
- L'Impératif catégorique, Paris, Flammarion, 1983.
- Hypnoses, en collaboration avec Éric Michaud et Mikkel Borch-Jacobsen, 1984.
- L’Oubli de la philosophie, Paris, Galilée, 1986.
- La Communauté désœuvrée, Paris, Christian Bourgois, 1986.
- Des lieux divins, Mauvezin, T.E.R, 1987.
- L’Expérience de la liberté, Paris, Galilée, 1988.
- Une pensée finie, Paris, Galilée, 1990.
- La Comparution (politique à venir) avec Jean-Christophe Bailly, Paris, Christian Bourgois, 1991.
- Le Poids d’une pensée, Sainte Foy-Grenoble, Le Griffon d'argile-Presses universitaires de Grenoble, 1991 ;                                               rééd. sous le titre Le Poids d'une pensée, l'approche, Strasbourg, La Phocide, 2008.
- Le Mythe nazi, avec Philippe Lacoue-Labarthe, La tour d'Aigues, Éditions de L'Aube, 1991 ; rééd. 2016.
- Corpus, Paris, Métailié, 1992 ;  deuxième édition augmentée, 2000 ; troisième édition revue et augmentée, 2006.
- Le Sens du monde, Paris, Galilée, 1993, rééd. 2001.
- Nium, avec François Martin, Valence, Éditions Erba, 1994.
- Les Muses, Paris, Galilée, 1994, 2e éd. revue et augmentée, 2001.
- Être singulier pluriel, Paris, Galilée, 1996. réédition augmentée, 2013
- Hegel : l'inquiétude du négatif, Paris, Hachette, 1997.
- La Naissance des seins, Valence, ERBA, 1997.
- Résistance de la poésie, William Blake & Co/Art & Arts, Bordeaux, 1997.
- Technique du présent : essai sur On Kawara, Villeurbanne, Nouveau Musée/Institut, Les Cahiers-Philosophie de l’art no 6, 1997          (texte reproduit dans collectif no 84 et en anglais dans le collectif no 172).
- La Ville au loin (postface de Jean-Christophe Bailly), Paris, Mille et une nuits, 1999
- Passage, avec Jean-Marc Cerino, Saint-Étienne, Cahiers Intempestifs, 1999
- Le Portrait (dans le décor), Villeurbanne, Institut d’art contemporain, Les Cahiers-Philosophie de l’art no 8, 1999.
- Le Regard du portrait, Paris, Galilée, 2000, 2e ed. 2001.
- L'Intrus, Paris, Galilée, 2000.
- Le Regard du portrait, Paris, Galilée, 2000.
- Conloquium, introd. à Roberto Esposito, Communitas : origine et destin de la communauté, (trad. de l'italien par Nadine Le Lirzin), Paris, PUF, 2000.
- La Pensée dérobée, Paris, Galilée, 2001.
- La Communauté affrontée, Paris, Galilée, 2001.
- Dehors la danse (avec Mathilde Monnier), Lyon, Rroz, 2001
- “ Un jour, les dieux se retirent… ”, Bordeaux, William Blake & C°, 2001.
- L’évidence du film/Abbas Kiarostami, Bruxelles, Yves Gevaert, 2001.
- L’ “ il y a ” du rapport sexuel, Paris, Galilée, 2001.
- Visitation (de la peinture chrétienne), Paris, Galilée, 2001.
- Transcription, Le Crédac, Ivry-sur-Seine, 2002.
- À l’écoute, Paris, Galilée, 2002.
- La Création du monde ou la Mondialisation, Paris, Galilée, 2002.
- Pierangelo di Vittorio, Vérone, Ombre corte, 2002 – trad. néerlandaise, cf. no 36 – trad. japonaise, Seikyu-sha, 2007
- Nus sommes. La peau des images, avec Federico Ferrari, Bruxelles, Yves Gevaert, 2002 ; rééd. Paris, Klincksieck, 2006.
- Au fond des images, Paris, Galilée, 2003.
- Noli me tangere, Paris, Bayard, 2003 ; rééd. 2013.
- Cœur ardent/Cuore ardente, avec Claudio Parmiggiani, Milan, Mazzotta, 2003.
- WIR, avec Anne Immelé, Trézélan, Filigranes éditions, 2003.
- Chroniques philosophiques, Paris, Galilée, 2004.
- Déconstruction du monothéisme, Cahiers de l’université des Sciences Humaines (RGGU), Moscou, 2004 (textes français et russes)  (ISBN 5-93856-036-5) – anglais par Gabriel Malendant, Religion beyond a concept, dir. Hent de Vries, NY, Fordham, 2008
- L’Extension de l’âme, avec Antonia Birnbaum, “Exister, c’est sortir du point”, Carnets du Portique, Le Portique, université de Metz, 2003.
- Résistance de la poésie, La Pharmacie de Platon, Bordeaux, William Blacke & Co., 2004.
- Au ciel et sur la terre, Paris, Bayard, 2004.
- Du livre et de la librairie, Strasbourg, Quai des Brumes, 2004.
- La Déclosion, Déconstruction du christianisme I, Paris, Galilée, 2005.
- Sur le commerce des pensées, illustrations de Jean Le Gac, Paris, Galilée, 2005.
- Natures mortes, avec François Martin, Lyon, URDLA, 2006.
- Plier les fleurs, avec Cora Diaz, Monterrey, Mexio, Editorial Montemoros, 2006
- Tombe de sommeil, Paris, Galilée, 2007.
- Juste impossible, Paris, Bayard, 2007.
- Le ciel gris s’élevant (paraissait plus grand), avec Anne-Lise Broyer, Filigranes, 2007.
- A plus d’un titre – Jacques Derrida. Sur un portrait de Valerio Adami, Paris, Galilée, 2007.
- Vérité de la démocratie, Paris, Galilée, 2008.
- Je t’aime, un peu, beaucoup, passionnément…, Paris, Bayard, 2008.
- Les Traces anémones, lithographies de Bernard Moninot, Paris, Maeght Éditeur, 2008.
- Démocratie, dans quel état ?, avec Giorgio Agamben, Alain Badiou, Daniel Bensaïd, Wendy Brown, Jacques Rancière, Kristin Ross et Slavoj Žižek, Paris, La Fabrique, 2009.
- La Beauté, Paris, Bayard, 2009.
- Le Plaisir au dessin, Paris, Galilée, 2009.
- Dieu – l’amour – la justice – la beauté, Bayard 2009.
- Identité : Fragments, franchises, Paris, Galilée, 2010.
- L'Intrus, Paris, Galilée, 2010.
- L’Adoration, Déconstruction du christianisme II, Paris, Galilée, 2010.
- Atlan : Les Détrempes, Paris, Hazan, 2010.
- « À Vengeance ? de Robert Antelme », posface à la nouvelle édition de Vengeance ?, Éditions Hermann, 2010.
- Trafic / Déclic suivi de Les villes de Nancy par Benoît Goetz, Strasbourg, La Phocide - Le portique Carnets 9, 2010.
- La Ville au loin, Strasbourg, La Phocide, 2011.
- Maurice Blanchot, passion politique, Paris, Galilée, 2011.
- Partir – Le Départ, Paris, Bayard, 2011.
- Où cela s’est-il passé ? Le Lieu de l’archive, supplément à la Lettre de l’IMEC, Caen, IMEC, 2011.
- L’Équivalence des catastrophes (Après Fukushima), Paris, Galilée, 2012.
- Scène, suivi de Dialogue sur le dialogue, avec Philippe Lacoue-Labarthe, Paris, Christian Bourgois, 2013.
- Vous désirez?, Paris, Bayard, 2013.
- Ivresse, Paris, Payot & Rivages, 2013.
- Jamais le mot "créateur"… (Correspondance 2000-2008 avec Simon Hantaï), Paris, Galilée, 2013.
- L’Autre Portrait, Paris, Galilée, 2013.
- Le Philosophe boiteux, Le Havre, Franciscopolis/Presses du réel, 2014.
- La Communauté désavouée, Paris, Galilée, 2014.
- Quand tout arrive de nulle part, sur l'œuvre d'Albert Palma, Manucius, 2015.
- Journal des Phéniciennes, Paris, Christian Bourgois, 2015.
- Banalité de Heidegger, Paris, Galilée, 2015.
- Marquage manquant, Saint-Omer, Éditions Les Venterniers, 2015
- Demande : Littérature et philosophie, Paris, Galilée, 2015.
- Que faire ?, Paris, Galilée, 2016.
- Sexistence, Paris, Galilée, 2016.
- Papiers Tombés, Éditions Le Pli, 2018. Préface, sur les dessins de Frédéric Dupré.
- Exclu le Juif en nous, Paris, Galilée, 2018.
- Démocratie ! Hic et Nunc, avec Jean-François Bouthors, Paris, Éditions François Bourin, 2019.
- La Peau fragile du monde, Paris, Galilée, 2020.
- Un trop humain virus, Paris, Bayard, 2020.
- Cruor; suivi de Nostalgie du père, Paris, Galilée, 2021.
- Mascarons de Macron, Paris; Galilée, 2021, 112 p.
- La vérité du mensonge, Paris, Bayard, 2021.

### Livres d'entretiens
- Mmmmmmm, avec Susanna Fritscher, Paris, Éditions Au Figuré, 2000.
- Samano - les débordements du poème, avec Virginie Lalucq, Galilée, 2004.
- 58 indices sur le corps, suivi de Ginette Michaud, Appendice, Montréal, Éditions Nota bene, 2004.
- Iconographie de l'auteur, avec Federico Ferrari, Paris, Galilée, 2005.
- Allitérations – Conversations sur la danse, avec Mathilde Monnier, Galilée, 2005.
- "La scène mondiale du rock Bonus tracks. Entretien avec Jean-Luc Nancy et Rodolphe Burger", Rue Descartes n°60, PUF, mai 2008
- Politique et au-delà, entretien avec Philipp Armstrong et Jason E. Smith, Galilée, 2011.
- Dans quels mondes vivons-nous?, avec Aurélien Barrau, Paris, Galilée, 2011.
- La Possibilité d’un monde. Dialogue avec Pierre-Philippe Jandin, Paris, Les petits Platons, 2013.
- La Jouissance. Questions de caractère, avec Adèle Van Reeth, Paris, Plon, 2014.
- Inventions à deux voix. Entretiens, avec Danielle Cohen-Levinas, Paris, Éditions du Félin, 2015
- Proprement dit : Entretien sur le mythe, avec Mathilde Girard, Paris, Lignes, 2015.
- Entretien sur le christianisme (Paris, 23 avril 2008), avec Bernard Stiegler et Alain Jugnon, in Bernard Stiegler, Dans la disruption : Comment ne pas devenir fou ?, Paris, Les Liens qui libèrent, 2016.
- La fin des fins, avec Federico Ferrari, Paris, Kimé, 2016.
- Signaux sensibles, entretien à propos des arts, avec Jérôme Lèbre, Paris, Bayard, 2017.
- La Tradition allemande dans la philosophie, dialogue avec Alain Badiou, édition et postface de Jan Völker, Paris, Éditions Lignes, 2017.
- Rencontre, avec Carolin Meister, Paris, Diaphanes, 2021
- Sexpositions, avec Ârash Aminian Tabrizi, illustrations de Léa Falguère, Dijon, Les presses du réel, 2024.
- bounkaï 2022

### Autres publications
- « Pris au mot », Études françaises, vol. 38, nos 1-2,‎ 2002, p. 13-14 (lire en ligne).
- « Ekphrasis », Études françaises, vol. 51, no 2,‎ 2015, p. 25-35 (lire en ligne).

## Expositions
- Trop. Jean-Luc Nancy avec François Martin et Rodolphe Burger, UQAM, 2005
- Le plaisir au dessin, carte blanche à Jean-Luc Nancy, musée des Beaux arts de Lyon, 2008

## Musique
- Rodolphe Burger, participation de Jean-Luc Nancy à plusieurs de ses concerts et enregistrements[17].